# Die Welt
«Die Welt» (пер. з нім. – «Світ», «Земля», «Всесвіт») – німецька щоденна громадсько-політична газета, що належить видавництву Axel Springer Verlag. Варіант газети, що виходить у неділю, зветься «Welt am Sonntag», таблоїдний варіант газети має назву «Die Welt kompakt».
Заснована в 1946 році у Гамбурзі, в наш час видається у Берліні. На 2015 рік поширюється у 130 країнах, має аудиторію понад 670 тисяч читачів, що робить її однією з найвпливовіших ЗМІ країни.

## Історія

### 1946-1953
«ДіВельт» було засновано у 1946 році в Гамбурзі британською окупаційною владою як надпартійну й національно-орієнтовану газету. Коштувала газета 2 пфеніга. Концепцією газети було відокремлення факту від коментаря, а на редакційних зборах обговорювали різні, іноді діаметрально протилежні точки зору. Перші сім років ця газета належала британцям, але видавалася німецькою редакцією. У ті роки вона була взірцем ліберальності, а її популярності сприяло підключення до інформаційної мережі лондонської газети «The Times». Так, у 1952 році наклад газети тримався на рівні 1 мільйона примірників, що було величезним успіхом видання у порівнянні з іншими німецькими газетами того часу. Однак після відміни ліцензій і створення на території Західної Німеччини регіональних газет, її наклад суттєво впав, і в 1953 році газету викупив видавничий концерн Акселя-Шпрінгера.

### 1953-2002
З приходом Шпрінгера газета вийшла на новий рівень. У її штабі з’явилися Вінфрідт Мартіні і Фрідріх Ціммерман, а також Матіас Уолден та багато інших відомих німецьких журналістів того часу. Завдяки успіхам нових журналістів та розумному підходу власника у 1965 році газету "ДіВельт" назвали "великою національною газетою". Однак наприкінці 1960-х років на діяльність концерну Акселя-Шпрінгера було спрямовано чимало критики, а також прокотилася хвиля студентських протестів. Тому в 1975 році редакція газети "ДіВельт" переїхала з Гамбургу в Бонн, а в 1993 році – в Берлін, після чого «ДіВельт» закріпився на німецькому ринку друку як якісне надрегіональне видання.

### 2001-2015
Економічна криза 2001-2003 років у Німеччині спонукала великі видання підписати домовленості щодо співпраці або об’єднання. Так, газета «ДіВельт» об’єдналася із місцевою «Berliner Morgenpost». Як наслідок обидві газети робить одна команда журналістів, однак саме «ДіВельт» зуміла зберегти за собою лідерську позицію всередині концерну. Пізніше "ДіВельт" поглинула ще й видання "Hamburger Abendblattes". На даний час "ДіВельт" є членом-засновником Європейського Газетного Альянсу, до якого також входять такі провідні  європейські видання як "El País"(Іспанія), "La Repubblica" (Італія), "Le Figaro" (Франція), "Le Soir" (Бельгія) та декотрі інші. Всі ці видання співпрацюють між собою в інформаційному просторі та мають міжнародну звітність.
Усі головні редактори газети "ДіВельт":
- Рудольф Майер Секстон (1946-1953)
- Бернхард Menne (1950)
- Пол Бурден (1950)
- Ханс Шерер, Адальберт Ворліцек, Адольф Хельбіг (1950-1952)
- Альберт Комма (1952-1953)
- Ханс Церер (1946 і 1953-1966)
- Х. Ф. Г. Старк (1966-1969)
- Герберт Брим (1969-1985, з двома перервами)
- Петро Беніш (1978-1981)
- Манфред Шелл (1985-1992)
- Петро Гілліс (1992-1995 і 1985-1988)
- Клаус Якобі (1993-1995)
- Томас Лёффельхольц (1995-1998)
- Матіас Дорфнер (1998-2000)
- Вольфрам Веймер (2000-2002)
- Ян-Ерік Петерс (з 1 січня 2003 року по 31 грудня 2006 року головний редактор, з 1 квітня 2005 року ще й редактор "Берлінер Моргенпост")
- Роджер Коппел (2004-2007)
- Томас Шмід (2007-2010)
- Ян-Ерік Петерс (з 15 лютого 2010 року)

## Зміст і структура

### Структура і формат газети
З 2006 року одна редакція видає чотири газети – «Die Welt», «Welt Kompakt», «Weltam Sonntag» , «Berliner Morgenpost» на чотирьох платформах (друк, он-лайн, мобільна версія та WebTV). Фактично, три інші видання є дочірніми від «ДіВельт». При цьому сама газета «ДіВельт» має два формати –«broadsheet» і «compact».
Згідно із новою стратегією видання "ДіВельт", редакція газети має в першу чергу викладати всю інформацію та матеріали на он-лайн ресурси, і тільки потім переходити до друкованих варіантів газети. Задля цього журналісти та редактори мають працювати із самого ранку до пізньої ночі. При цьому із 2015 року он-лайн версія видання містить лише 20 безкоштовних статей на місяць. За інший контент читачу варто сплатити додаткові кошти. Усі ці заходи видання мусило здійснити через невпинне падіння накладу, що відбувся внаслідок зменшення потягу читачів саме до друкованих версій. Так, кількість розпроданих примірників газети знизився з 2007 року по 2014 рік із 275 тисяч до 200 тисяч примірників. Варто відзначити, що така тенденція падіння накладу зберігається і зараз.
В цей же час друкований варіант видання «ДіВельт» має стандартну рубрикацію якісної інформаційної газети, в якій центральне місце відводиться рубрикам «Політика», «Фінанси», «Німеччина», «За кордоном». В цей же час газета має специфічні доповнення, що вирізняють її на ринку німецької преси.
«Літературний додаток», що виходить с 1998 року, зробив «ДіВельт» знаменитим на весь світ. Цей додаток пов’язаний з ім’ям журналіста газети Віллі Хааса, на честь котрого з 1999 року видання ще й нагороджує «Літературною премією» найкращого німецького літератора та грошовою винагородою у розмірі 10 000 євро.
Лауреати «Літературної премії» газети «ДіВельт» останніх років:
- 1999 – Бернгард Шлінк
- 2000 – Імре Кертес[12]
- 2001 – Пет Баркер[13]
- 2002 – Леон де Вінтер[14]
- 2003 – Джеффрі Євгенідес[15]
- 2004 – Амос Оз[16]
- 2005 – Ясміна Реза[17]
- 2006 – Рюдігер Сафранські[18]
- 2007 – Даніель Кельманн[19]
- 2008 – Ганс Кейсон[20]
- 2009 – Філіп Рот[21]
- 2010 – Клод Ланцман[22]
- 2011 – Альберт Остермайєр[23]
- 2012 – Цруя Шальов[24]
- 2013 – Джонатан Франзен[25]
- 2014 – Харукі Муракамі[26]
- 2015 – Карл ов Кнаусгард[27]

Інтернет-варіант газети "ДіВельт" наразі займає лідерську позицію за кількістю статей та інформації, у порівнянні із друкованим виданням. Окрім цього сайт газети містить безкоштовний електронний архів усіх випусків газети, починаючи із травня 1995 року. Архів доступний у форматі PDF. Також можливе завантаження не всього номера, а лише вибраної статті або розділу, приміром, "Німеччина", "За кордоном" і т.д. Платіжна система, яка існує в онлайн-версії "ДіВельт", дозволяє отримувати повний контент видання, сплативши 4.49 євро на місяць. Таку суму станом на 30 червня 2013 року сплачувало 47 тисяч підписників електронної версії газети "ДіВельт".

### Зміст і політика газети
Газета тримається консервативного напрямку, однак один з її колишніх головних редакторів Герберт Кремп відмічав, що «газета лояльна до влади та законослухняна». З точки зору економічної політики її позицію характеризують як «явно ліберальну».
Контент газети орієнтований на інформаційні та аналітичні матеріали. До найпопулярніших тем, що розглядаються у «ДіВельт», належать: політика, фінанси та спорт. Особливістю матеріалів є змістовна ємність фотографій та влучні коментарі експертів. Реклама складає не більше 15% від наповнення газети. Аудиторію газети складають 668 000 читачів,а саме: представники німецької бізнес-еліти, у своїй більшості чоловіки 30-55 років. 
Важливою рисою політики газети "ДіВельт" є винагородження своїх працівників. Так, у виданні існує номінація, у якій відзначають найкращого художника - автора обкладинки газети. Усього було відзначено шістьох авторів:
- 1 жовтня 2010: Георг Базелітц[33]
- 6 жовтня 2011: Еллсворт Келлі[34]
- 5 жовтня 2012: Герхард Ріхтер[35]
- 30 жовтня 2013: Нео Раух[36]
- 11 грудня 2014: Сінді Шерман[37]
- 10 грудня 2015: Джуліан Шнабель[38]

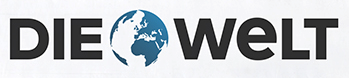
Сучасний логотип газети "ДіВельт.